# 百度学术
百度学术是百度旗下的学术搜索引擎，于2014年正式上线，索引文献包含期刊论文、会议论文、图书、学位论文、标准、专利等。百度学术能够通过检索文献来查找文献，以及可以通过互助大厅进行应助文献获取全部文献内容。